# Wálter Machado da Silva
Wálter Machado da Silva, zvaný Silva Batuta (2. ledna 1940 Ribeirão Preto – 29. září 2020 Rio de Janeiro), byl brazilský fotbalový útočník.

## Klubová kariéra
Profesionálně hrál za São Paulo FC, Batatais FC, Botafogo Futebol Clube (SP), SC Corinthians Paulista, Flamengo Rio de Janeiro, Santos FC, argentinský klub Racing Club (Avellaneda), CR Vasco da Gama, Botafogo Rio de Janeiro, kolumbijský klub Atlético Junior Barranquilla a za Atlético Rio Negro.

## Reprezentační kariéra
Za brazilskou fotbalovou reprezentaci nastoupil v roce 1966 v 6 utkáních a dal 2 góly. Byl členem brazilské reprezentace na Mistrovství světa ve fotbale 1966 v Anglii, nastoupil v utkání proti Portugalsku.